# Maghila
Els Maghila (gentilici maghiles) foren una antiga tribu amaziga de la branca dels Buitr.

## Història

### A Tunísia
Vivien a l'edat mitjana a la Barbaria oriental, suposadament el Djabal Dahar i el Djabal Tebaga al sud-est de Tunísia. La tradició àrab els fa venir de Palestina i haver passat per Líbia i això porta a Vivien de Saint Martin a identificar-los amb la tribu líbica dels Mecales o Imacles que esmenta Corippos al segle vi, cosa generalment acceptada pels historiadors. Encara una altra hipòtesi suggereix que els macales eren els mateixos que els makhlues una tribu líbica esmentada per Heròdot que al segle v aC vivia al sud-est de Tunísia (al sud-est del Chott El Djerid, el gran llac salat) on també són situats els mecales. Malauradament les fonts àrabs no assenyalen on vivien els maghiles als segles VII a IX encara que se'ls situa entre les tribus orientals com els hawwares, warfadjdjumes, mazates i nafuses. Des d'un port d'Algèria en territori que al segle xi pertanyia als maghiles (al segle viii no se sap), Abd al-Rahman I va embarcar cap a l'Àndalus per fundar l'emirat i després califat omeia, desembarcant a al-Munakkab (Almuñécar); el port podria ser Marsa Maghila, a l'est de Ténès.

### A Algèria
Al segle xiv apareixen a Algèria en dos grups:
- Un entre la desembocadura del Chelif, a l'oest, fins a Mazouna a l'est. Es creu que tres segles abans (segle xi) encara dominaven més territoris i arribaven a l'est fins Ashir, segons al-Bakrí, que associa el nom de la vila de Tamaghit al de la tribu Maghila; més a l'oest al-Bakrí situa a 2 dies de camí de Tahert, una fortalesa també de nom Tamaghit; prop de Tahert i no lluny de Mazouna, hi havia també una vila de nom Kalat Maghilat Dalul que en aquest cas no hi ha dubte que estava relacionada amb els maghiles. Per l'oest al segle xi també s'estenien més, almenys fins a la vila d'Asien, a la desembocadura del Tafna.
- L'altra ja s'esmenta al segle x a la regió de Tlemcen. Segons Ibn Khaldun ja el 765 els maghiles van sostenir la revolta de la tribu dels Banu Ifran contra els abbàssides, sota la direcció d'Abu Kurra que podria ser ifrànida o maghila (Ibn Khaldun rebutja la possibilitat que Abu Kurra dos un maghila, i diu que encara que veïns dels Banu Ifran, aquests eren més forts i nombrosos). En un passatge diu que els maghiles eren sufrites. Restaven a la regió al segle x i un poema esmenta a la tribu el 949-950 en una guerra en la qual va tenir fortes pèrdues.

### Al Marroc
Al segle xv hi havia també dues branques al Marroc, disperses en el triangle entre Fez, Meknès i Segrou.
- Un dels grups tenia la fortalesa de Maghila al-Bakrí a mig camí entre Fes i Meknes, i una comarca de la zona, al sud-oest de Fez, es deia Maghila; al-Bakrí diu que a la seva època estaven manats per Musa ibn Djalid. Al-Bakrí esmenta dues poblacions de Maghila al sud de Fes en direcció a Sigilmasa (Maghilat ibn Tidjaman i Maghilat al-Khat) i pertanyien a la mateix branca manada per Musa; segurament eren els mateixos maghiles que van sostenir a Idris I ibn Abd Allah quan aquest es va presentar, aliats a la tribu Awraba i a la tribu Sadina.
- L'altre grup consta ja al segle xi a una comarca dita Maghila al sud del uadi Ouergha al nord-oest de Fes (no era la mateixa comarca de Maghila del sud-oest de Fes.